# Michel Jourdain Jr.
Michel Jourdain Jr., född 2 september 1976 i Mexico City, är en mexikansk racerförare.

## Racingkarriär
Jourdain inledde sin karriär i Indy Racing League, där han nådde en pallplats 1997 innan han heltidssatsade på Champ Car i åtta säsonger. De första fyra åren var inga lyckade, utan hans bästa totalplacering under dessa säsonger var en tjugondeplats 2001. När Jourdain fick en körning i Team Rahal gick det bättre för honom, då han blev tia 2002, och trea i den försvagade serien 2003, ett år då Jourdain vann sina enda två segrar i serien. Efter tolfteplatsen 2004 satsade Jourdain på att bli en NASCAR-förare, men han lyckades inget vidare i Busch Series, och en säsong i World Touring Car Championship 2007 med SEAT blev ingen succé, och de flesta undrade vad SEAT såg i Jourdain, som blev ersatt av föraren SEAT dessförinnan sparkat; Rickard Rydell till 2008, då han blivit utklassad av alla sina teamkollegor.